# Estación Cortínez
Cortínez es una estación ferroviaria ubicada en la localidad homónima, partido de Luján, Provincia de Buenos Aires, Argentina.

## Servicios
La estación se encuentra en el centro del pueblo, que está ubicado a 1,5 kilómetros de la RN7 que une las ciudades de Luján y San Andrés de Giles.
No presta servicios de pasajeros. Por sus vías corren trenes de carga de la empresa estatal Trenes Argentinos Cargas.

## Ubicación
La estación se encuentra exactamente en el km 86 del ramal Retiro-Junín.